# Boscaglie xerofile montane della Somalia
Le boscaglie xerofile montane della Somalia sono un'ecoregione dell'ecozona afrotropicale, definita dal WWF (codice ecoregione: AT1319), che si estende attraverso varie zone montuose del nord e del nord-est della Somalia.

## Territorio
È un'ecoregione di deserto che occupa 62.200 chilometri quadrati lungo la costa della Somalia, dal monte Shimbiris fino al capo Guardafui, all'estremità del corno d'Africa, e prosegue per circa 300 chilometri verso sud, lungo la pianura costiera somala.
Confina a nord-ovest con le praterie e macchie xerofile dell'Etiopia e a sud e ad ovest con la boscaglia e macchia di Acacia-Commiphora somala.

## Flora

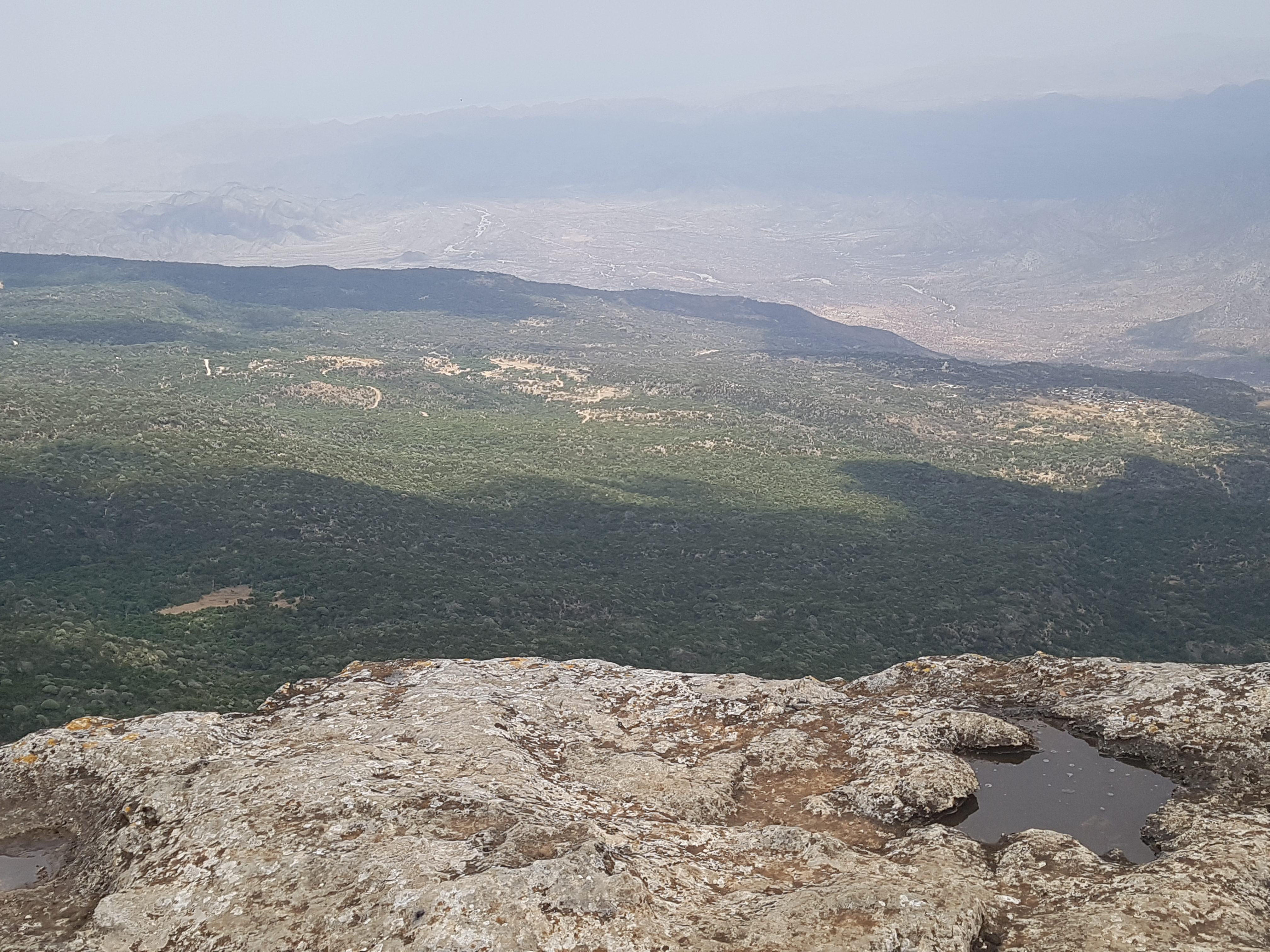
Il monte Daalo

La vegetazione di questa ecoregione varia a seconda dell'altitudine, delle precipitazioni e del suolo. Ad altitudini inferiori, lungo le pianure costiere che si affacciano sull'oceano Indiano, la vegetazione è molto scarsa o del tutto assente. Più all'interno la vegetazione si fa più rigogliosa, e vi dominano specie dei generi Acacia, Commiphora e Boswellia. Sulle pendici dei monti si sviluppa una boscaglia sempreverde o semi-sempreverde formata da specie quali Dracaena schizantha, Cadia purpea, Buxus hildebrandtii e Pistacia aethiopica, mentre ad alta quota sopravvivono pochi resti della foresta di Juniperus che un tempo ricopriva la regione di alta quota.

## Fauna
Nella regione vivono tre specie di rettili endemiche, i serpenti Spalerosophis josephscorteccii e Leptotyphlops reticulatus e la lucertola Pseuderemias savagei. Sono presenti anche tre specie endemiche di uccelli: il piccione di Somalia (Columba oliviae), il tordo di Somalia (Turdus ludoviciae) e il fanello di Warsangli (Acanthis johannis). Qui e in poche altre regioni del corno d'Africa vivono anche due rare specie di antilopi, il beira (Dorcatragus megalotis) e la gazzella di Speke (Gazella spekei). Quasi endemiche sono anche tre specie di piccoli mammiferi, Atelerix sclateri, Acomys louisae ed Elephantulus revoili.
Il tordo di Somalia e il fanello di Warsangli, entrambi in grave pericolo di estinzione, sono interamente confinati alle foreste di ginepro di alta quota. Pur occupando un areale più esteso, specie come la gazzella di Speke (Gazella spekei), il dik-dik di Salt (Madoqua saltiana), il beira (Dorcatragus megalotis) e la gazzella di Sömmerring (Nanger soemmerringii) sono anch'esse minacciate a causa della caccia eccessiva e della competizione per i pascoli con il bestiame domestico.

## Conservazione
Questa ecoregione è minacciata soprattutto dal pascolo intensivo da parte di capre e altri animali domestici e dall'abbattimento degli alberi di ginepro per ricavare legname e legna da ardere. Anche la caccia ai grandi mammiferi è una minaccia costante. Il prolungato periodo di instabilità politica non ha fatto altro che peggiorare la situazione, dal momento che è stato impossibile far rispettare le misure di protezione. Unica area protetta è la riserva forestale di Daloh, che include una delle poche aree di foresta rimaste.